# Туарт-Форест
Национальный парк Туарт-Форест (англ. Tuart Forest National Park) — национальный парк на юго-западе Западной Австралии, расположенный в 183 км к югу от столицы штата Перта. Площадь парка составляет 20,49 км².

## Описание
В парке находится самый большой сохранившийся участок чистого туартового (Eucalyptus gomphocephala) леса в мире. Традиционно государственный лес, связанный с этим эвкалиптом, был известен как лес Ладлоу, названный в честь Фредерика Ладлоу.
Эта узкая полоса туартов расположена недалеко от Ладлоу, между Кейпелом и Басселтоном. Деревья Eucalyptus gomphocephala растут только на прибрежном известняке, который лежит в основе этого района, а парк является домом для самых высоких и крупных образцов деревьев, оставшихся на прибрежной равнине Суон. Самые высокие экземпляры, найденные в парке, имеют высоту более 33 м и более 10 м в обхвате.
Дорога Туарт-Драйв, которая была частью шоссе Басселл до открытия объезда Ладлоу в 1995 году, проходит через национальный парк.

## Галерея

Национальный парк Туарт-Форест
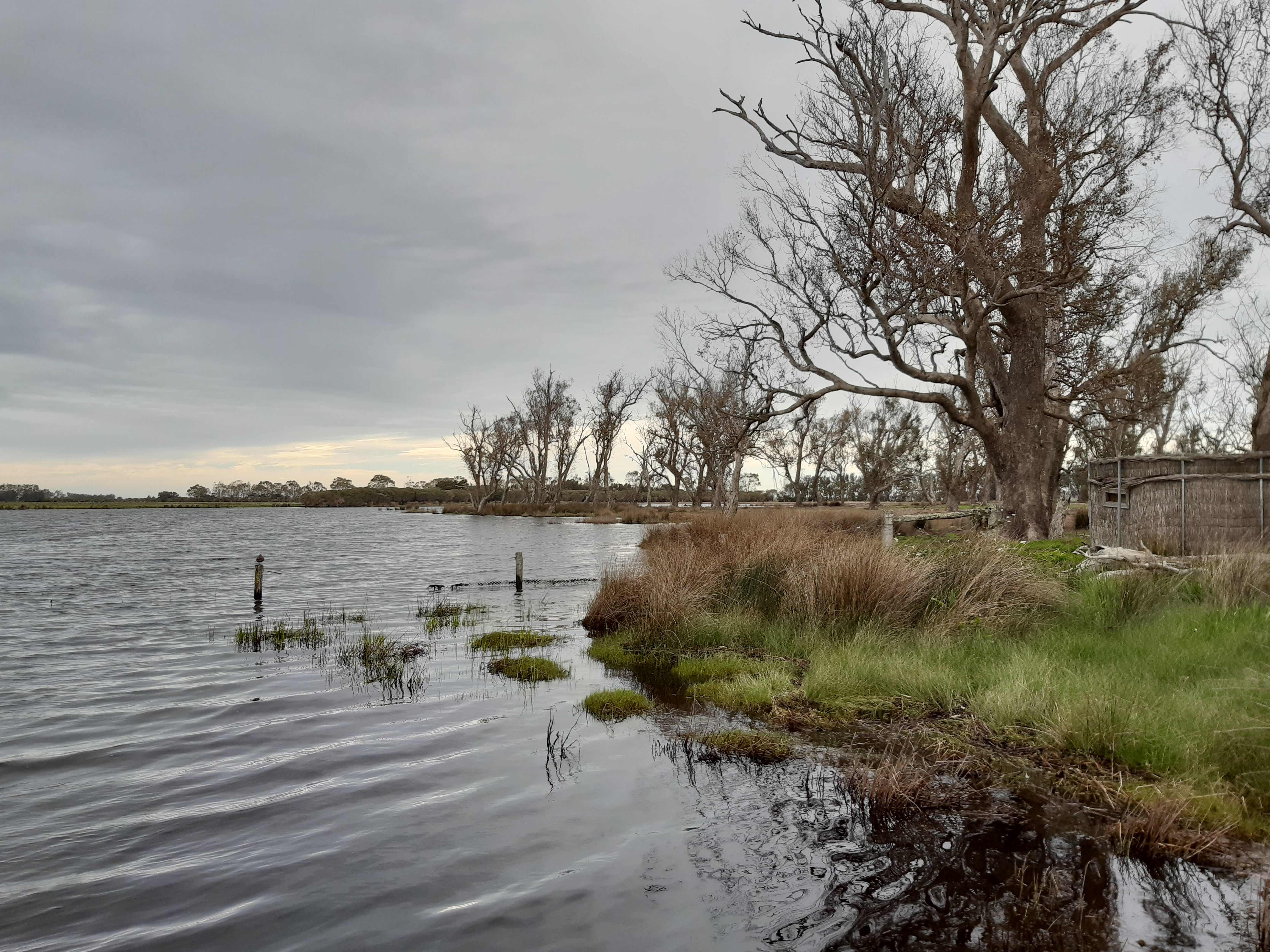
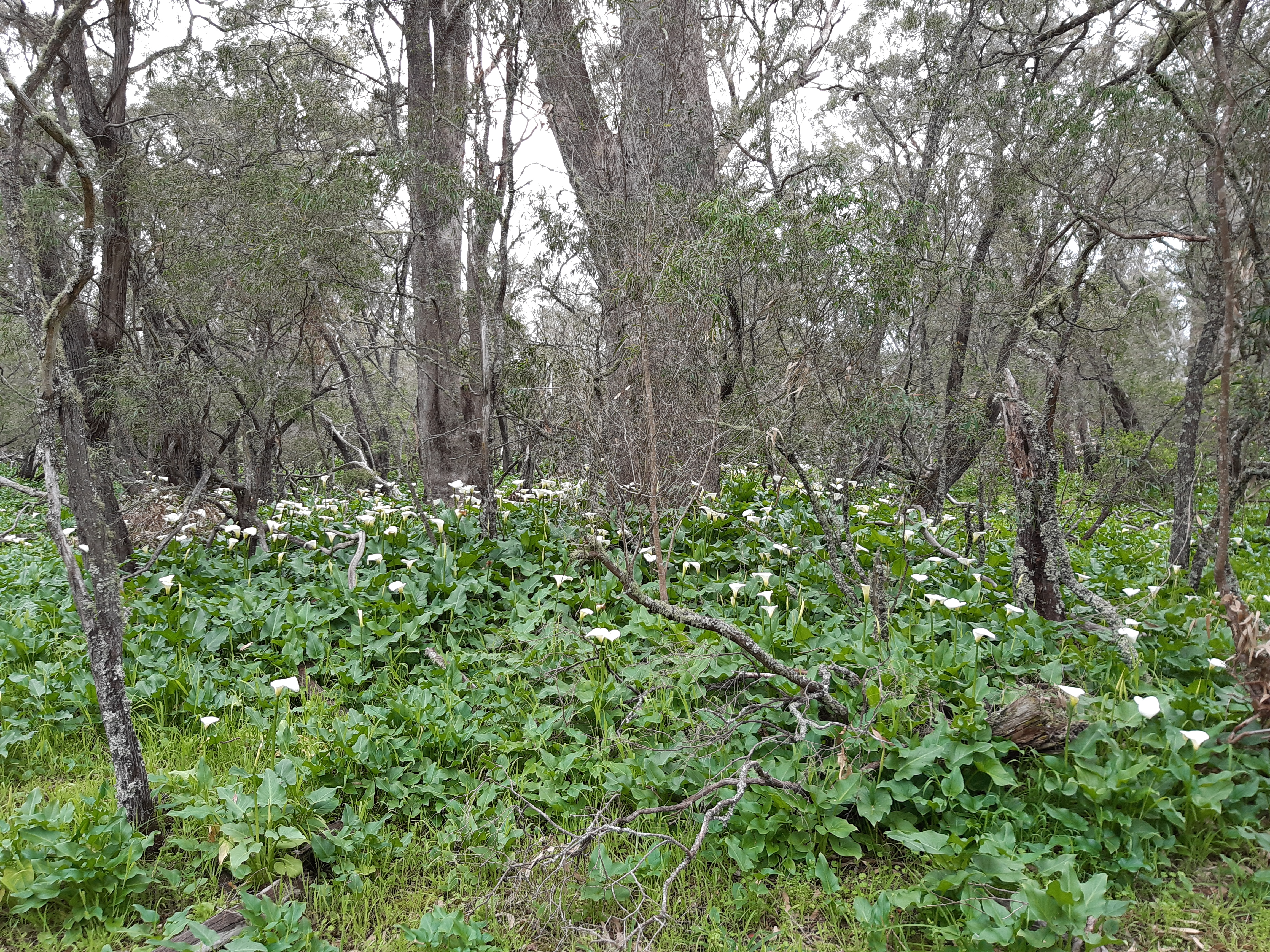
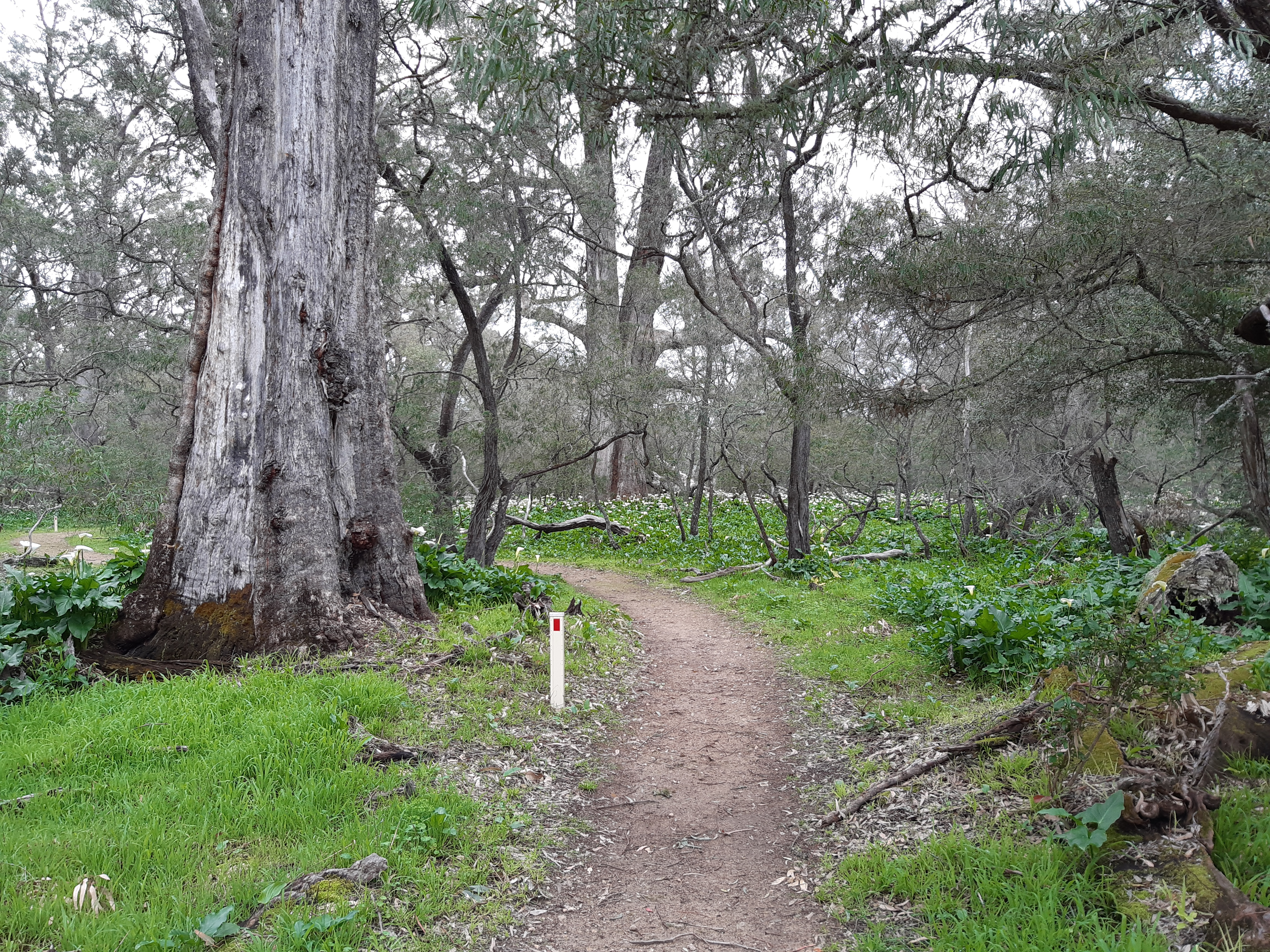
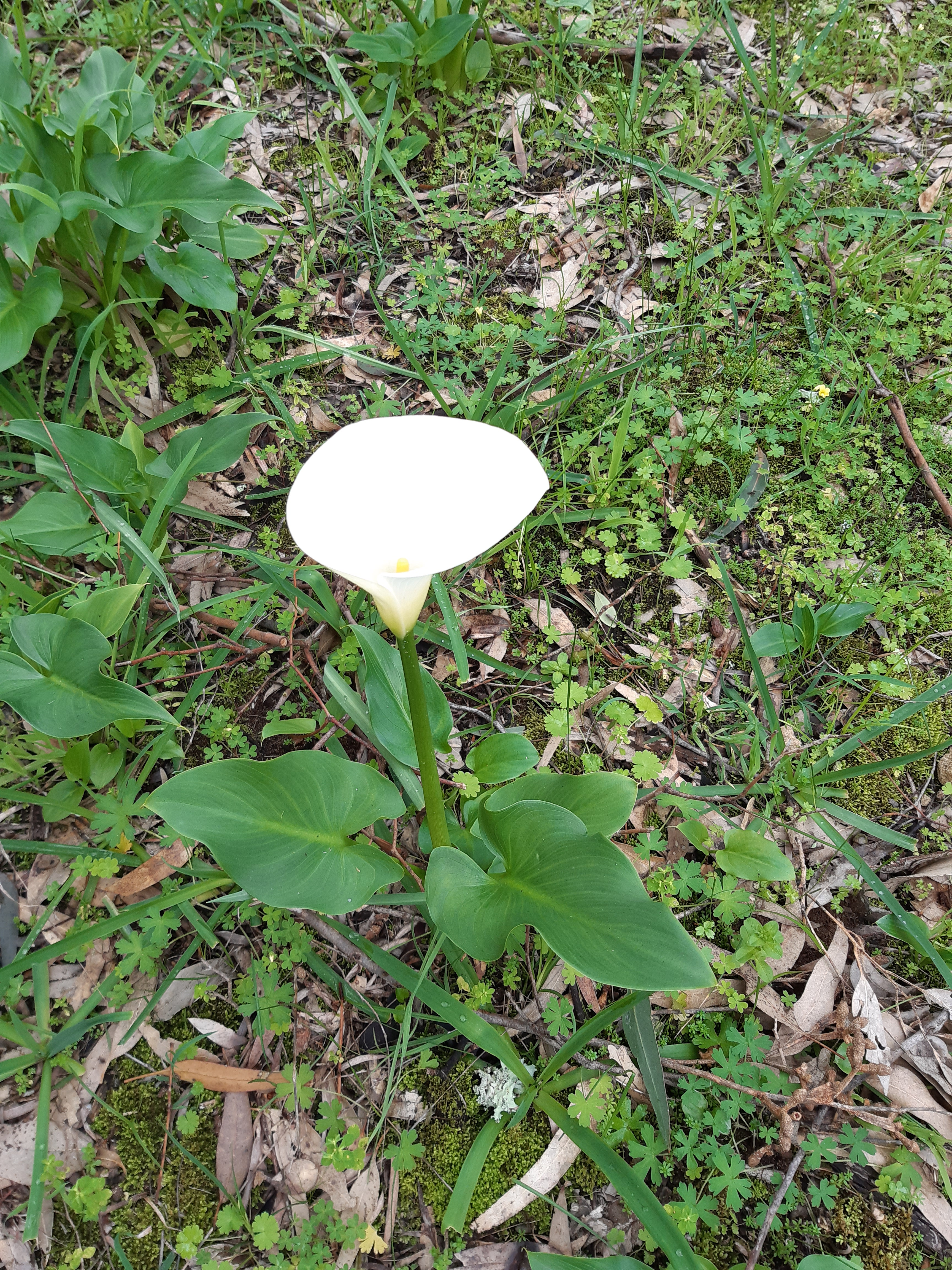
Zantedeschia aethiopica